# 斉抗
斉 抗（せい こう、740年 - 804年）は、唐代の官僚・政治家。字は遐挙。本貫は定州義豊県。

## 経歴
左龍武軍倉曹参軍の斉翺の子として生まれた。天宝年間の平陽郡太守の斉澣の孫にあたる。若くして剡県に隠棲して読書にふけり、上奏文を作るのを得意とした。大暦年間、寿州刺史の張鎰に召し出されて判官となった。官吏の事務に熟達しており、文学にさとく、張鎰に重んじられた。建中元年（780年）、張鎰が江西観察使となると、斉抗はその幕府に従った。建中3年（782年）、張鎰が中書侍郎・平章事として鳳翔府に駐屯すると、斉抗は監察御史となり、その補佐をつとめた。軍中の計略の多くは斉抗から出された。
建中4年（783年）、徳宗が奉天に避難すると、張鎰は李楚琳に殺害された。斉抗は奉天に逃げ込み、侍御史に任じられた。10日ほどで戸部員外郎に転じた。興元元年（784年）、宰相の蕭復が江淮宣慰使となると、斉抗はその下で判官となった。徳宗が長安に帰ったが、反乱の後であり、なおかつ天下は旱魃と蝗害のために荒廃し、国費は枯渇していた。斉抗は塩鉄転運使の元琇の推薦により倉部郎中に任じられ、江淮の塩の専売事業を経理した。貞元元年（785年）、水陸運副使となり、江淮の漕運を監督して税糧を長安に送った。諫議大夫に転じた。のちに処州刺史として出向した。
貞元8年（792年）、斉抗は潭州刺史・湖南都団練観察使に転じた。入朝して給事中となった。貞元10年（794年）、河南尹として出向した。秘書監・太常寺卿を歴任した。貞元16年（800年）、中書侍郎・同中書門下平章事（宰相）となった。ほどなく修国史を加えられた。貞元19年（803年）、病のため引退を請願し、宰相から退任して、太子賓客となった。貞元20年（804年）、死去した。享年は65。戸部尚書の位を追贈された。諡は成といった。

## 伝記資料
- 『旧唐書』巻136 列伝第86
- 『新唐書』巻128 列伝第53